# H.M. Webster
Pour les articles homonymes, voir Webster.
H.M. Webster, né en Irlande du Nord, est un auteur de britannique de roman policier.

## Biographie
Né en Irlande du Nord, il est l’auteur de trois romans policiers ayant pour héros le détective Shamus Burke, un personnage diplômé du Trinity College de Dublin. Toujours assisté dans ses enquêtes par son ami Phaudric Coffey, Shamus Burke s’adonne dans certains romans à des sports de plein air, telle la pêche à la truite, et les intrigues se déroulent en partie dans les contrées sauvages irlandaises. 
Dans The Ballycronin Mystery (1947), le récit débute à la fin de la Première Guerre mondiale. De retour du front, Terence O’Toole, un ingénieur minier de formation, apprend qu’un financier et son acolyte auraient tenté de ruiner sa famille, qui exploite une concession minière, en détournant l’argent nécessaire à des travaux d’excavation. Michael, le frère de Terence, a d’ailleurs trouvé la mort dans une explosion soi-disant accidentelle, alors qu’il enquêtait sur les agissements frauduleux des deux escrocs. Phaudric Coffey, un ami de Terence, insiste auprès de ce dernier pour qu’il confie toute l’affaire à Shamus Burke qui requiert l’expertise de Billy Hogarty, un sympathique saboteur de l’IRA, afin de révéler qu’il y a bel et bien eu assassinat.

## Œuvre

### Romans

#### Série policièreShamus Burke
- The Ballycronin Mystery (1947)
- The Secret of Baron’s Folly (1949) Publié en français sous le titre La Folie du baron, Paris, Librairie des Champs-Élysées, Le Masque no 411, 1952
- The Tontine Treasure (1951)

## Sources
- Jacques Baudou et Jean-Jacques Schleret, Le Vrai Visage du Masque, vol. 1, Paris, Futuropolis, 1984, 476 p. (OCLC 311506692), p. 461.